# Diplazium ribae
Diplazium ribae är en majbräkenväxtart som först beskrevs av José Fernando Pacheco och Robbin C. Moran och som fick sitt nu gällande namn av David Bruce Lellinger.
Diplazium ribae ingår i släktet Diplazium och familjen Athyriaceae. Inga underarter finns listade i Catalogue of Life.